# Сан Сударио (Кунео)
Сан Сударио је насеље у Италији у округу Кунео, региону Пијемонт.
Према процени из 2011. у насељу је живело 15 становника. Насеље се налази на надморској висини од 359 м.